# Лыжная акробатика
Лыжная акробатика (англ. Aerial skiing) — дисциплина лыжного вида спорта, которая представлена в программе зимних Олимпийских игр. Лыжная акробатика относится к лыжному виду спорта фристайл. В ходе соревнований по лыжной акробатике предусматривается исполнение спортсменами на лыжах максимально сложных акробатических прыжков со специально спрофилированного трамплина.
Главные соревнования в дисциплине лыжная акробатика среди взрослых спортсменов проходят в рамках Кубка мира FIS, Чемпионата мира FIS, Олимпийских игр.  
Место проведения соревнований - акробатический склон состоит из горы разгона, фристайл платформы с несколькими различными по размеру трамплинами и крутого склона приземления. Акробатические стадионы строятся на склонах горнолыжных курортов или в городских условиях. Акробатические склоны должны быть построены из земли, причем делаться 	это должно вне сезона. Если это нецелесообразно, то следует выбрать естественный профиль.
На соревнованиях спортсмены выполняют заранее заявленные прыжки, которые могут состоять из сальто, винтов, переворотов и других элементов. Для наилучшего выступления спортсмены должны контролировать свою скорость в зависимости от состояния снега и ветрового режима. При выполнении тройных сальто спортсмены отталкиваются со скоростью около 70 км/ч. Радар на склоне позволяет участникам измерять их скорость во время тестовых заездов или «спид-чеков» на разгоне. Самый сложный прыжок в лыжной акробатике, разрешённый на официальных соревнованиях это тройное сальто с четырьмя пируэтами. Хотя в 2000 г. на одном из коммерческих турниров Эрик Бергуст исполнил четверное сальто с четырьмя пируэтами.
Судьи оценивают сложность прыжков и выставляют оценки за них. Акробатические прыжки участников оцениваются на основе трех основных компонентов:
1. Полет; составляет 20% оценки
2. Форма; составляет 50% оценки.
3. Приземление; составляет 30% оценки.